# Årviksand
Årviksand est une localité de l'île Arnøya du comté de Troms, en Norvège.

## Géographie
Administrativement, Årviksand fait partie de la kommune de Skjervøy.